# گیدو فان کالستر
گیدو فان کالستر (انگلیسی: Guido Van Calster؛ زادهٔ ۶ فوریهٔ ۱۹۵۶) دوچرخه‌سوار اهل بلژیک است.